# Casa Llagostera
La Casa Llagostera se encuentra en la calle Mayor de Cartagena (España). Perteneció a Esteban Llagostera, miembro de una familia de comerciantes catalanes dedicada a la industria textil, afincada en Cartagena y que se contaba entre la burguesía cartagenera de principios del siglo XX.

## El edificio
La construcción de este edificio fue encargada por los Llagostera al arquitecto Víctor Beltrí, quien ya había realizado unas obras en otro edificio que poseían. El proyecto se realizó entre 1913 y 1916, y constaba de un edificio de tres plantas cuya parte baja estaba dedicada al negocio familiar, destinándose el resto del edificio a vivienda. La fachada, que fue definida por Pérez Rojas (1986) como «la más original y hermosa de la arquitectura murciana del siglo XX», está compuesta como soporte de la decoración en cerámica, reduciéndose en su construcción al esquema cartagenero a base de balcones centrales y miradores laterales y en estilo modernista. La obra cerámica fue realizada por Gaspar Polo y reproduce las figuras alegóricas de Minerva y Mercurio y los escudos de Cartagena, Murcia, Barcelona y Manlleu.
En 2010 fue objeto de una demolición en la que se respetó únicamente la fachada original, en lo que fue considerada por Pérez Yelo y Rodríguez Martín (2016) como «una de las mayores pérdidas» en cuanto a patrimonio arquitectónico residencial en Cartagena. Hasta entonces se habían conservado la práctica totalidad de sus interiores, a destacar los pavimentos de motivos artísticos y los zócalos de azulejo, demolidos para hacer paso a la edificación de nuevas viviendas. En el curso de las obras, en octubre de 2016 emergieron en sus cimientos las estructuras portuarias de la antigua colonia romana de Cartago Nova, datadas en el siglo I a. C.